# Вашка (Ярославская область)
Ва́шка — село в Переславском районе Ярославской области при речке Вашке.
Постоянное население на 1 января 2007 года 5 человек.

## История
Первые сведения о Вашке содержатся в документах Московского Чудова монастыря, которому принадлежала эта местность вместе с озером и речкой в 1436 году, а возможно, что уже в XIV веке. В писцовой книге 1563 года среди монастырских вотчин Конюцкого стана упоминается «полпогоста на Вашке, а на погосте церковь Никола чудотворец», вторая половина погоста находилась в вотчинном владении. В дозорной 1620 года сказано: «к селу Ермолину половина погосту, что на реке Вашке, а другая половина того погосту в вотчине за суздальцем за Герасимом Порошиным з братьею, а в нем на опчей земле церковь Николы чудотворца».
Другая половина Вашки была старинной вотчиной Герасима и Ивана Богдановичей Порошиных. В 1677 году здесь жили помещики Иван Иванович и Глеб Иванович Порошины, Карп и Григорий Евтифовы Сытины, Лука Васильевич Изъединов.
Село известно с 1628 года во владении Московского Чудова монастыря, которому перешло от старца Германа Александровича Окорокова. В селе была церковь во имя Рождества Христова.
Рядом в деревне Погост — церковь Николая Чудотворца. В 1722 году по просьбе стольника Димитрия Семёновича Родышевского и капитана Гаврила Михайловича Редрикова при Николаевской церкви построена отдельная церковь Алексея Митрополита. В 1737 году Николаевская церковь от молнии сгорела, её утварь поступила в церковь Алексея Митрополита.
В 1776 году на средства бригадира Ивана Ивановича Родышевского и приходских людей была начата постройка каменного храма. В 1782 году был устроен придел и освящён во имя святого Иоанна Предтечи, главный же храм был освящён в 1786 году в честь святого Николая Чудотворца. Престолов в нём ныне четыре: в холодном в честь святого Николая Чудотворца, в приделах тёплых в честь Рождества Христова, архистратига Михаила и святого Иоанна Предтечи.
В селе была земская народная школа.

## Путаница
В церковных документах название Вашка иногда прилагалось к селению Ермолино: «1732 г. дана… патрахельная память… села Ермолина, Вашки тож, церкви Николая чудотворца попу…» Но после того, как в Ермолине деревянная церковь сгорела и в 1776—1786 годах бригадиром Иваном Ивановичем Родышевским, совладельцем слободки Вашки, была выстроена каменная церковь в его вотчине, а Ермолино с отобранием монастырских вотчин в казну (в 1764 году) потеряло прежнее значение, название Вашки окончательно утвердилось за бывшим погостом на речке Вашке.

## Население
| 1859 | 1905 |
| ---- | ---- |
| 44   | 55   |

| 1859 | 1905 | 1926 | 2007 | 2010 |
| ---- | ---- | ---- | ---- | ---- |
| 44   | ↗55  | ↗89  | ↘5   | ↗9   |

## Известные уроженцы
В селе родился историк русской литературы Александр Васильевич Смирнов (1854—1918).